# Egenhoven
Egenhoven is een Belgisch gehucht in het zuidwesten van Heverlee, en sinds 1977 deel van Leuven. De plaats is gelegen aan de kruising van de Sint-Jansbergsesteenweg en het riviertje de Voer en wordt tegenwoordig ingesloten door de verkeersassen van de Koning Boudewijnlaan, de belangrijkste autosnelwegafrit om Leuven te bereiken, en de A3/E40 die ten zuiden van het gehucht ligt. Ten oosten van Egenhoven ligt het Egenhovenbos.

## Plaatsnaam
De naam van Egenhoven verwijst naar het hof van een plaatselijke heerser die Aigo zou geheten hebben. Het wordt voor het eerst betuigd onder de vorm Egenhova, in een document uit 1154 waarin keizer Frederik I de bezittingen van de Leuvense Parkabdij bevestigt.

## Geschiedenis
Egenhoven is ontstaan als een landelijk gehucht rond de brug waar de verbingsweg naar Zuidwest-Brabant (d.i. de huidige Sint-Jansbergsesteenweg) de Voer oversteekt. Het gehucht kende in de laatste vijftig jaar twee maal een grote bevolkingsaangroei, rond 1960 na de bouw van de Witte Wijk op de Kapelberg, recenter door de verkaveling van een nieuwe wijk op de Toverberg.

## Geografie

### Woonkern en omgeving
Voor statistische doeleinden wordt Egenhoven verdeeld in de sectoren "Egenhoven" (met de Kapelberg), "Booleeg" (met de Toverberg) en "Rotspoel-verspreide bewoning" (het dunbevolkte, groene gebied rondom de kern). De sectoren Egenhoven en Booleeg vormen samen de woonkern van Egenhoven; de sector Rotspoel daarentegen beslaat het gebied rondom de woonkern en het Egenhovenbos, dat zich ten oosten van de woonkern uitstrekt.
| Statistische sector | Oppervlakte (km²) | Bevolking (18 mei 2018) | Dichtheid (inw./km²) |
| ------------------- | ----------------- | ----------------------- | -------------------- |
| Egenhoven           | 0,28              | 657                     | 2.346                |
| Booleeg             | 0,52              | 732                     | 1.408                |
| Rotspoel            | 2,46              | 61                      | 25                   |
| Totaal              | 3,26              | 1.450                   | 445                  |

### Egenhovenbos met Jezuïetenhof
Het oostelijke gedeelte van Egenhoven wordt bedekt door het Egenhovenbos, een gemengd loofbos dat als natuurgebied dienstdoet. Aan de rand van dit bos ligt het Jezuïetenhof, een landhuis omringd door een park dat de jezuïeten begin 17e eeuw lieten bouwen. Het Jezuïetenhof kwam achtereenvolgens in handen van de Leuvense notaris Gérard Stas, de hertogen van Arenberg en de paters jozefieten. Sinds 2011 doet het landgoed dienst als Stiltehuis voor de KU Leuven, de nieuwste eigenaar.

## Parochie
Aan het Sint-Renildisplein ligt de Sint-Michiel-en-Sint-Reneldiskerk, die tussen 1967 en 1969 gebouwd werd naar een brutalistisch ontwerp. De parochie maakt deel uit van de pastorale zone Heverlee; er wordt elke zondagochtend eucharistie gevierd. Sinds 2011 is de kerk ook de thuisbasis van Radio Maria België.
Deelgemeenten: Heverlee · Kessel-Lo · Leuven · Wijgmaal · Wilsele

Overige plaatsen: Egenhoven · Leuvens Haasrode · Leuvens Korbeek-Lo · Nieuw Kwartier · Terbank

Belgische gemeenten · Arrondissement Leuven · Vlaams-Brabant · Vlaanderen